# Vlaams GebarentaalCentrum
Vlaams GebarentaalCentrum, afgekort VGTC, is door de Vlaamse Overheid erkend als "kennis- en coördinatiecentrum voor de Vlaamse Gebarentaal". Binnen het Vlaams GebarentaalCentrum ontmoeten leden van de Vlaamse Dovengemeenschap, personen werkzaam binnen diensten of organisaties gericht op doven en slechthorenden/de Dovengemeenschap en taalkundigen met ervaring op het vlak van gebarentaalonderzoek elkaar om te overleggen en om samen initiatieven te ontwikkelen. Deze initiatieven zijn vooral -maar niet uitsluitend- gericht op het onderwijs van en onderzoek naar de Vlaamse Gebarentaal.